# Gymnelus gracilis
Gymnelus gracilis är en fiskart som beskrevs av Chernova 2000. Gymnelus gracilis ingår i släktet Gymnelus och familjen tånglakefiskar. Inga underarter finns listade i Catalogue of Life.